# Bruno I de Harcourt
Bruno I de Angria (también Bruno I de Harcourt, Holstein, Sajonia-Anhalt, Alemania, c. 726 o 730-775) fue un señor de la guerra de origen vikingo que gobernó como duque de los sajones de Angria (Dux Angrariorum). Era hijo de Wernicke (Warnechin) von Sachsen (695-768), Décimo rey de los Sajones, Duque de Engern, y de Gunilda (Kunhilde) von Sachsen (nacida von Rügen, 708-746). 
Existe la posibilidad de que tuviese algún tipo de relación familiar con Liudolfo de Sajonia, progenitor de la dinastía otoniana, pero no hay pruebas sustanciales que lo confirmen. Sin embargo, ha habido una serie de teorías para establecer una conexión entre Bruno de Angria y Liudolfo, incluida una de Christian Ludovic Scheid, que vincula a Liudolf con un padre, un abuelo y un bisabuelo todos llamados Bruno, siendo este perfil de bisabuelo, llamado Bruno, príncipe de los angrivarii (Princeps Angrariorum).
Bruno I fue padre de Bruno II de Angria, fruto de su relación con una hija de Teodorico (Dietrich) de Asseburg (c. 720). 